# Route-16
Route-16 (ルート16) é um jogo de Arcade movido para Nintendo Entertainment System em 1981 na Tehkan e 1985 na Sunsoft. O jogo foi licenciado para Centuri para distribuição nos Estados Unidos. Também foi portado para o Emerson Arcadia 2001. Em 1985, o jogo foi lançado com o nome Route-16 Turbo.

## História
Um jogo de corrida onde o personagem principal é a ganância. Vários carros lutam entre si em um labirinto tentando obter sacos de dinheiro e evitando os perigos. Neste jogo, todo mundo se preocupa apenas com o dinheiro, mostrando que o dinheiro é a "rota" de todo o mal.

## Modos de Jogabilidade
- D-Pad - Movem o veículo
- A - Turbo
- B - No Use
- Início - Pausar o jogo
- Selecione - Sem Uso

## Itens
O objetivo deste jogo, como muitos dos jogos sem linha de tempo, é tentar alcançar tantos pontos quanto possível durante todo o jogo.
- Bandeira quadriculada - Nenhum Ponto
- Combustível - Nehnum Ponto
- Orb - 100 Pontos
- Pontos - 100 e 200 Pontos
- Dinheiro - 200 e 500 Pontos